# José Ignacio Beye de Cisneros
José Ignacio Beye de Cisneros (Ciudad de México, Nueva España, 1759 - ibídem, 1817) fue un sacerdote católico, abogado y diputado en las Cortes de Cádiz.

## Semblanza biográfica
Realizó sus primeros estudios en el Seminario de la Ciudad de México, se ordenó sacerdote y obtuvo un doctorado en Leyes en la Real y Pontificia Universidad de México. Fue catedrático en Leyes y canónigo en la colegiata de Guadalupe. 
Durante la crisis política en México de 1808 simpatizó con las ideas autonomistas. En 1810 fue elegido diputado para las Cortes de Cádiz, ocupó su cargo a partir del 1 de marzo de 1811. Justificó la insurrección americana sobre la base de la situación en que se encontraba la Metropolí a causa de la invasión napoleónica, para los diputados españoles fue sospechoso de colaborar con los insurgentes. Fue el diputado con mayor renta asignada, la cual era de doce mil pesos anuales. Cuando en las Cortes ocurrían incidentes desfavorables para los diputados americanos solía decir: "esto no tiene más que un remedio, que es el padre Hidalgo". Fue uno de los firmantes de la Constitución de 1812. Murió en su ciudad natal en 1817. También llamado Joaquín Beye de Cisneros.